# Свободин, Александр Петрович
Алекса́ндр Петро́вич Свобо́дин (настоящая фамилия — Либертэ; 6 февраля 1922, Москва — 13 марта 1999, там же) — советский и российский драматург, театровед, театральный критик. Заслуженный деятель искусств РФ (1995).

## Биография
Александр Свободин жил и работал в Москве. Фамилия Либертэ (с французского — «свобода»), по свидетельству Свободина, была революционной кличкой отца, Петра Ивановича Либертэ (при рождении Шмуэла Менделевича Мееровича), на которую впоследствии были оформлены документы.
Свободин стоял у истоков создания театра «Современник», где в 1968 году Олег Ефремов поставил его пьесу «Народовольцы». Много лет сотрудничал с журналом «Театр», позже работал в Центральной сценарной студии.
Похоронен на Троекуровском кладбище в Москве.

## Семья
Отец — Пётр Иванович Либертэ (Шмуэль Менделевич Меерович) (фр. Charles Peter Liberté; 1878, Даугавпилс, Латвия — 1982, Ницца, Франция) — советский революционер, сотрудник Коминтерна.
Мать — Вера Наумовна Блюмберг (7 ноября 1900, Ширвинты — 17 февраля 1974, Москва, СССР) — жертва политических репрессий в СССР.
Супруга — Ирена Павловна Либертэ (урождённая Венцкевич, 6 мая 1912, Купель, Хмельницкая область — 6 июля 2002, Кривой Рог, Днепропетровская область)
Сын — Сергей Александрович Либертэ.
Вторая супруга (брак 1965г) Маргарита Валентиновна Коробова (04.11.1937, Москва) - художественный редактор журнала "Театр"
Дочь - Ольга Александровна Свободина (Либертэ) (16.05.1973, Москва) - актриса

## Творчество
Автор журналистских материалов, интервью, критических статей, сценариев и ведущий телевизионных передач о театре и деятелях театра: о Р. Я. Плятте, И. М. Смоктуновском, О. Н. Ефремове, Е. А. Лебедеве и других.
Автор пьесы «Народовольцы», поставленной в 1967 году Олегом Ефремовым в «Современник», а также сценария фильма «Нас венчали не в церкви» (1982). И пьеса, и сценарий посвящены движению народовольцев и основаны на реальных событиях. В конце 1980-х — колумнист газеты «Московские новости».
В 2004 году театральный журнал «Страстной бульвар, 10» (орган Союза театральных деятелей) учредил премию имени Александра Свободина.

### Сочинения
- «Театральные встречи» (1965),
- «Зримое время» (1975),
- «Диалоги о современном театре» (1979),
- «Театральная площадь» (1981),
- «Михаил Ульянов. Герои и время» (1987)
- «Откровения телевидения»